# Mario Talavera
Mario Talavera Andrade (Xalapa, Veracruz, 13 december 1885 – Mexico-Stad, 27 maart 1960) was een Mexicaanse componist, muzikant, tenor, songwriter en dirigent.

## Biografie
Geboren en getogen in Xalapa was Mario Talavera de zoon van Francisco en Sebastiana (geboren Andrade) Talavera. De jonge Mario groeide op met een intense liefde voor muziek, vooral opera en kunstliederen. Hij toonde ook al vroeg belangstelling voor compositie en schreef zijn eerste muziekstuk toen hij negen jaar oud was. Als tiener verhuisde hij met zijn ouders naar Córdoba, Veracruz, waar hij zijn basisopleiding voltooide.
Vervolgens verhuisde Talavera naar Mexico-Stad en sloot zich aan bij het operagezelschap, waar hij zijn vocale vaardigheden aanscherpte en zijn droom verwezenlijkte om voor een groot publiek operawerken als La bohème van Giacomo Puccini te zingen, die hem de muzikale richting gaven die hij al lang begeerde, hoewel zijn belangrijkste bijdrage eerder als liedjesschrijver van amusementsmuziek was dan als operazanger.
Gedurende het decennium van de jaren twintig maakte Talavera deel uit van verschillende ensembles van traditionele Mexicaanse muziek, toerde hij met het Orquesta Típica Presidencial, en organiseerde en leidde hij verschillende groepen. Enkele van zijn meest populaire melodieën zijn Amar en silencio, Arrullo, Bendita seas, China, El Nopal, Flor de Mayo, Jesusita la Vaquera en Muchachita mía. Zijn belangrijkste werk op internationaal niveau was Gratia Plena, met teksten van de dichter Amado Nervo, dat in 1926 werd opgenomen door de beroemde tenor José Mojica.
In 1945 werd Talavera stichtend lid van de SACM (Sociedad de Autores y Compositores de México, voor de afkorting in het Spaans) samen met o.a. Alberto Domínguez, Alfonso Esparza Oteo, Manuel Esperón, Ignacio Fernández Esperón, Agustín Lara en Consuelo Velázquez.
Talavera overleed op 27 maart 1960 in Mexico-Stad aan vergevorderde aderverkalking op 74-jarige leeftijd.
- Biblioteca Nacional de España: XX4753770
- International Standard Name Identifier: 0000 0000 4543 118X
- Library of Congress Control Number: no2008001460
- MusicBrainz: 24e9ccac-8fde-436e-be74-4a0c58be9410
- Virtual International Authority File: 12104737
- WorldCat: E39PBJymxMYXbcrRqC43XjYVmd